# Cornificianer
Nach Johannes von Salisbury so benannte Gruppe um einen anonymen Gelehrten im Paris des späten 11. oder frühen 12. Jahrhunderts. Aus Respekt vor dem Taufnamen seines Gegners verweigert Salisbury in seinem Metalogicon eine direkte Bezeichnung. 

## Identität des Cornificius
Entnommen ist der Ausdruck Cornificius einem Kommentar des Aelius Donatus zum Leben des Vergil; hier taucht er als einer der Verleumder Vergils auf, womit zumindest die metaphorische Bedeutung des Namens als „Verzerrer“ klassischer Tugend und Gelehrsamkeit klar wird. Verschiedenen Historiker haben immer wieder Vorschläge betreffs seiner tatsächlichen Identität gemacht. Mandonnet etwa will Cornificius als einen „Meister Gualo von Paris“ identifiziert haben, der wohl zwischen 1120 und 1130 in Paris lehrend tätig war. Prantl dagegen vermutet einen „Reginaldus Monachus“ hinter diesem Schmähnamen. Für Peter von Moos hingegen existierte Cornificius gar nur als „fictus interlocutor“, als „satyrical invention“, die es Salisbury erlaubte, seine Argumentation zum Trivium in Form eines erfundenen Streitgesprächs darzustellen (Alle diese Referenzen tauchen im Artikel von J.O. Ward (1972) auf, siehe Literaturempfehlungen).